# Curatella americana
Curatella es un género monotípico de plantas perteneciente a la familia Dilleniaceae. Su única especie Curatella americana L. es originaria de América. Se conoce también con varios nombres comunes: bacabuey (Cuba), curata, chaparro (Venezuela), parica, peralejo macho, carne de fiambre, vacabuey. Se encuentra en las sabanas tropicales de América Central y el norte de América del Sur. Es el árbol que mejor tipifica el paisaje de las sabanas llaneras.

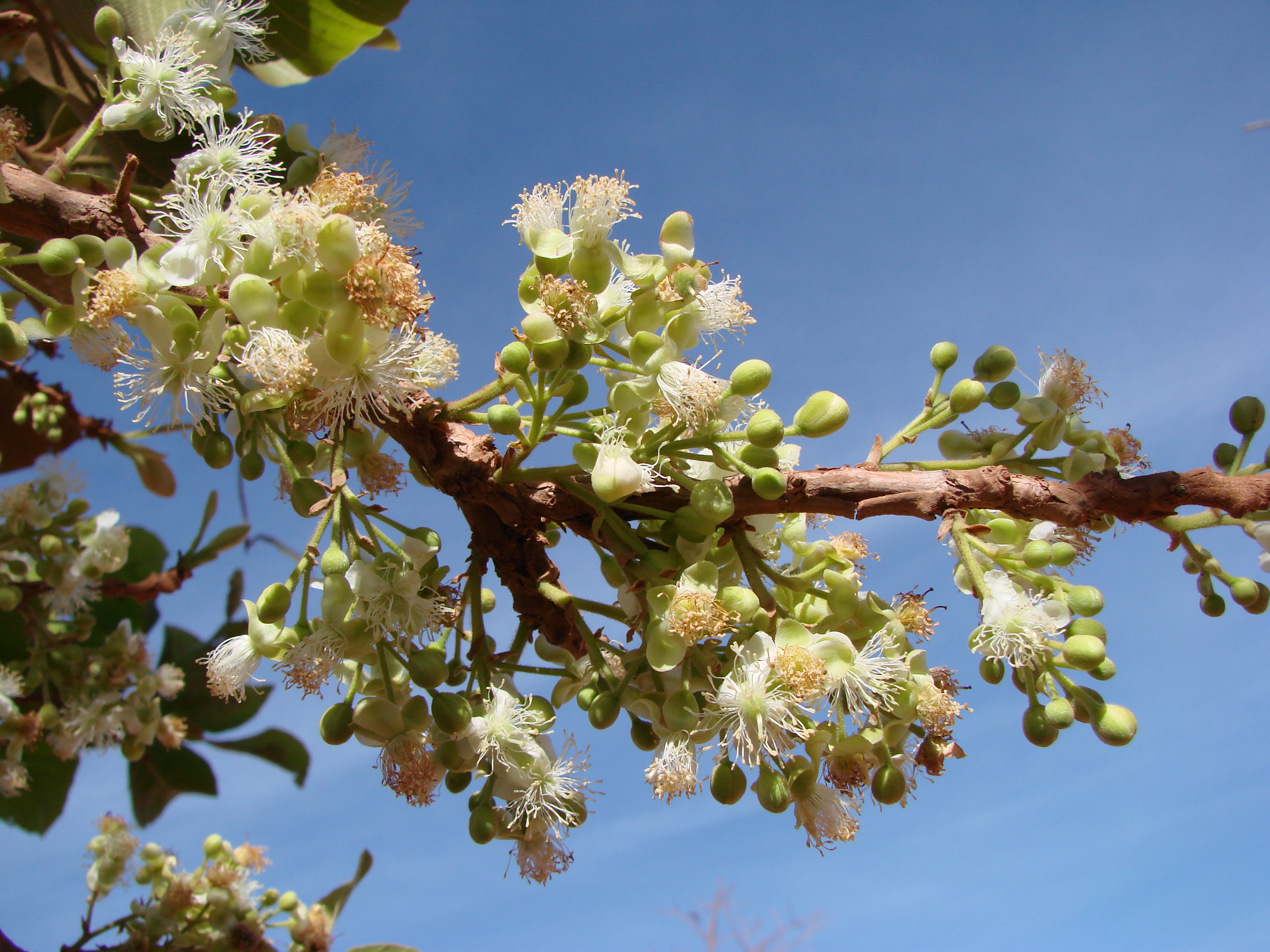
Inflorescencia

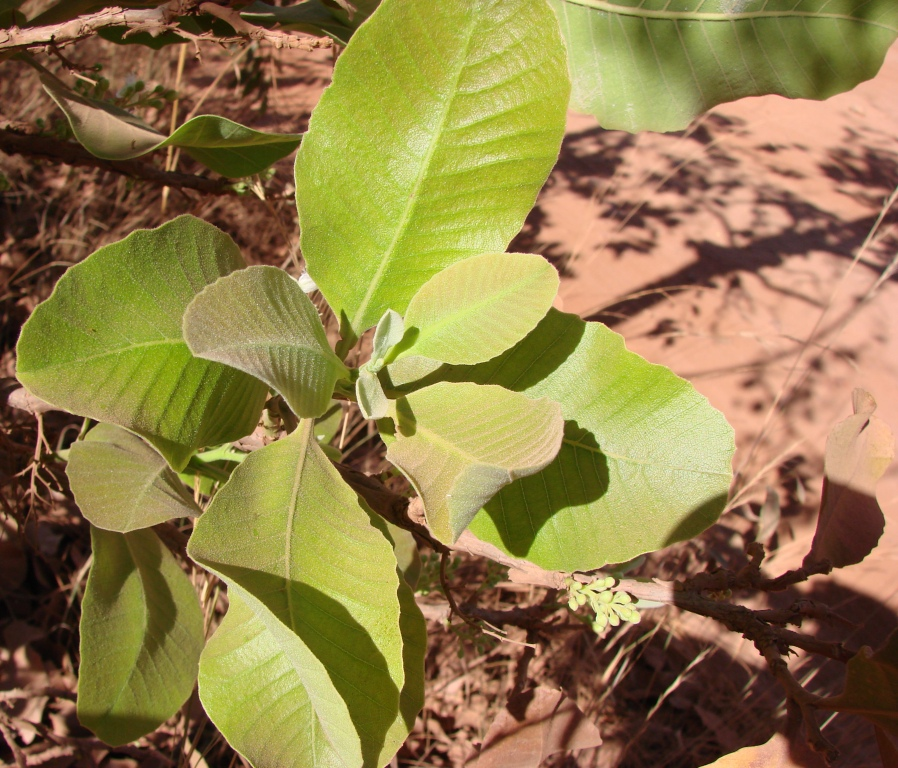
Detalle de las hojas

## Descripción
Son árboles o arbustos que alcanzan un tamaño de 2–15 m de alto, con pubescencia áspera. La corteza es de color marrón claro. La madera es de color crema, y muy dura. La planta tiene una gran resistencia a los incendios.; plantas hermafroditas. Hojas ovadas a elípticas, de 8–20 (–35) cm de largo y 5–10 (–15) cm de ancho, redondeadas, emarginadas u obtusas en el ápice, decurrentes en la base, margen irregular y ligeramente ondulado, escabrosas, estrellado-pubescentes en ambas superficies y escasamente pilosas en la haz; pecíolos subalados, de 1–1.5 cm de largo. Inflorescencias en forma de racimos o panículas, axilares, 4–13 cm de largo; flores 7–12 mm de ancho, pediceladas; sépalos 4–5, obovados, 5–7 mm de largo, pubescentes; pétalos obovados, 5–7 mm de largo, blancos a rosados; estambres 80–100; carpelos 2, connados en la base, ovario súpero completamente cubierto por tricomas híspidos. Las flores tienen 4 pétalos blancos recurvados, 4 sépalos de color verde claro, muchos estambres y pistilos de color verde claro. La inflorescencia se manifiesta en la forma de una panícula y ocurre al inicio de la temporada seca. Las flores tienen un olor dulce y son visitadas por las abejas. Se cree que las abejas realizan la polinización.
Los frutos inmaduros son verdes y peludos. Los frutos son de dos lóbulos con un tamaño de 4-8 mm. Frutos capsulares, coriáceos, pubescentes; semillas (1–) 2 por carpelo, ca 4 mm de largo, negras, nítidas, arilo blanco.

## Distribución y hábitat
Es una especie común en bosques secundarios y sabanas, en las zonas atlántica y pacífica; a una altitud de 0–900 m; fl y fr durante todo el año; desde el centro de México a Brasil, también en las Antillas.

## Usos

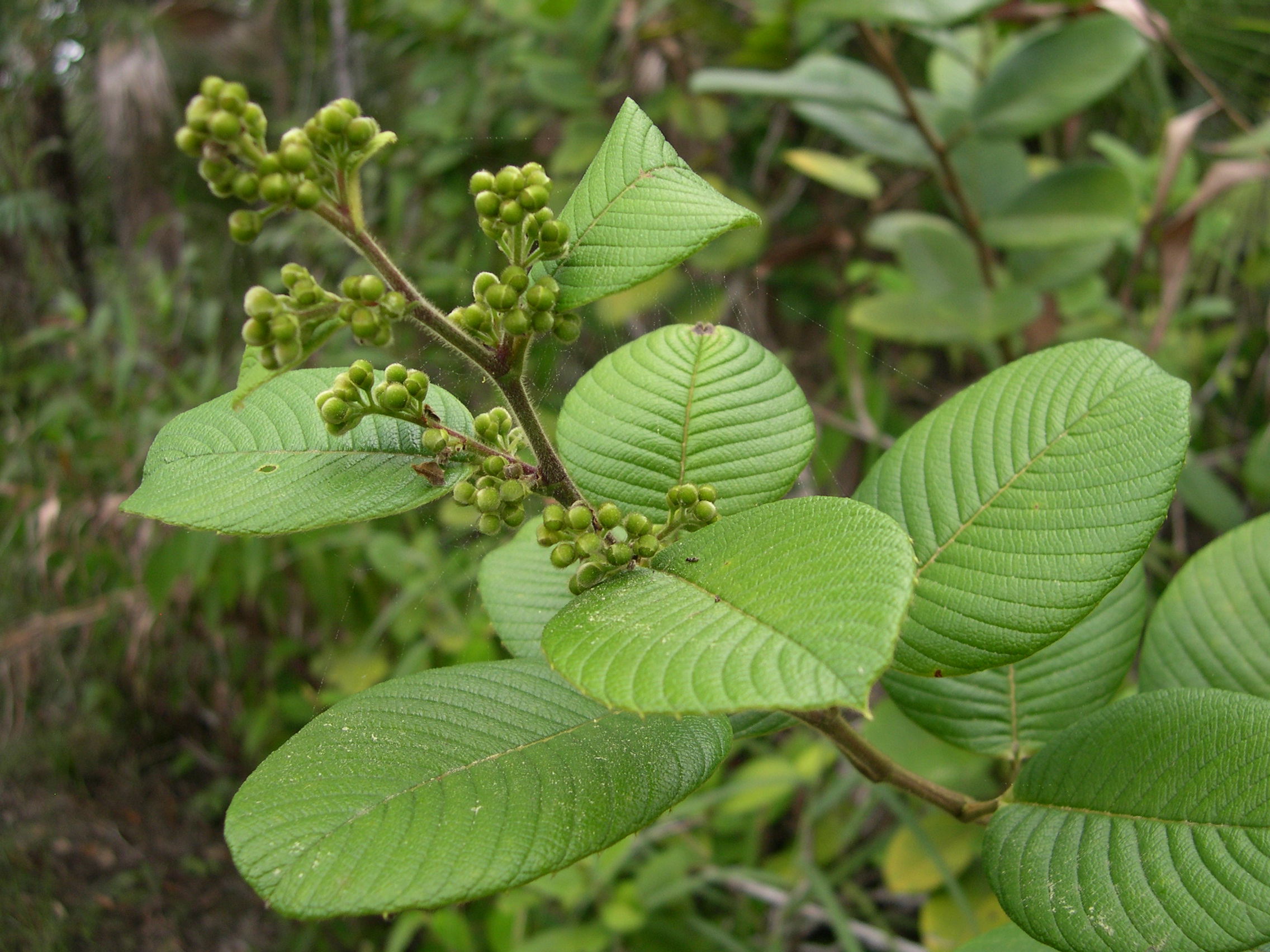
C. Americana

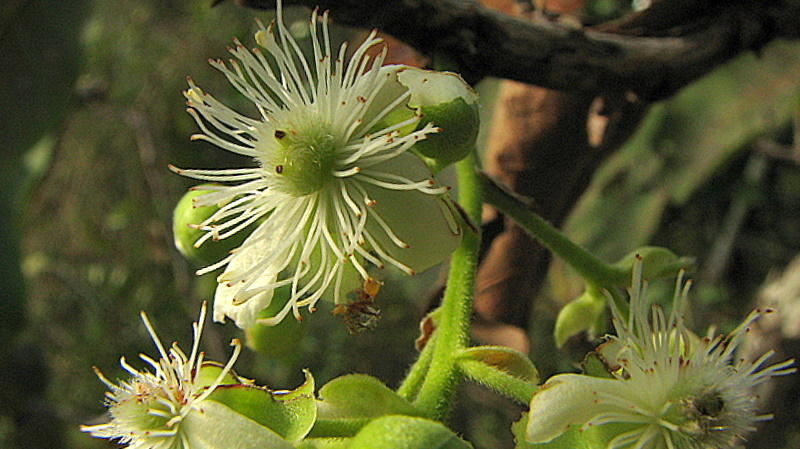
Detalle

Se utiliza como leña como postes. En Popayán, donde el árbol se deja frecuentemente en los linderos, lo llaman “carne asado”, y dicen que atrae los rayos.

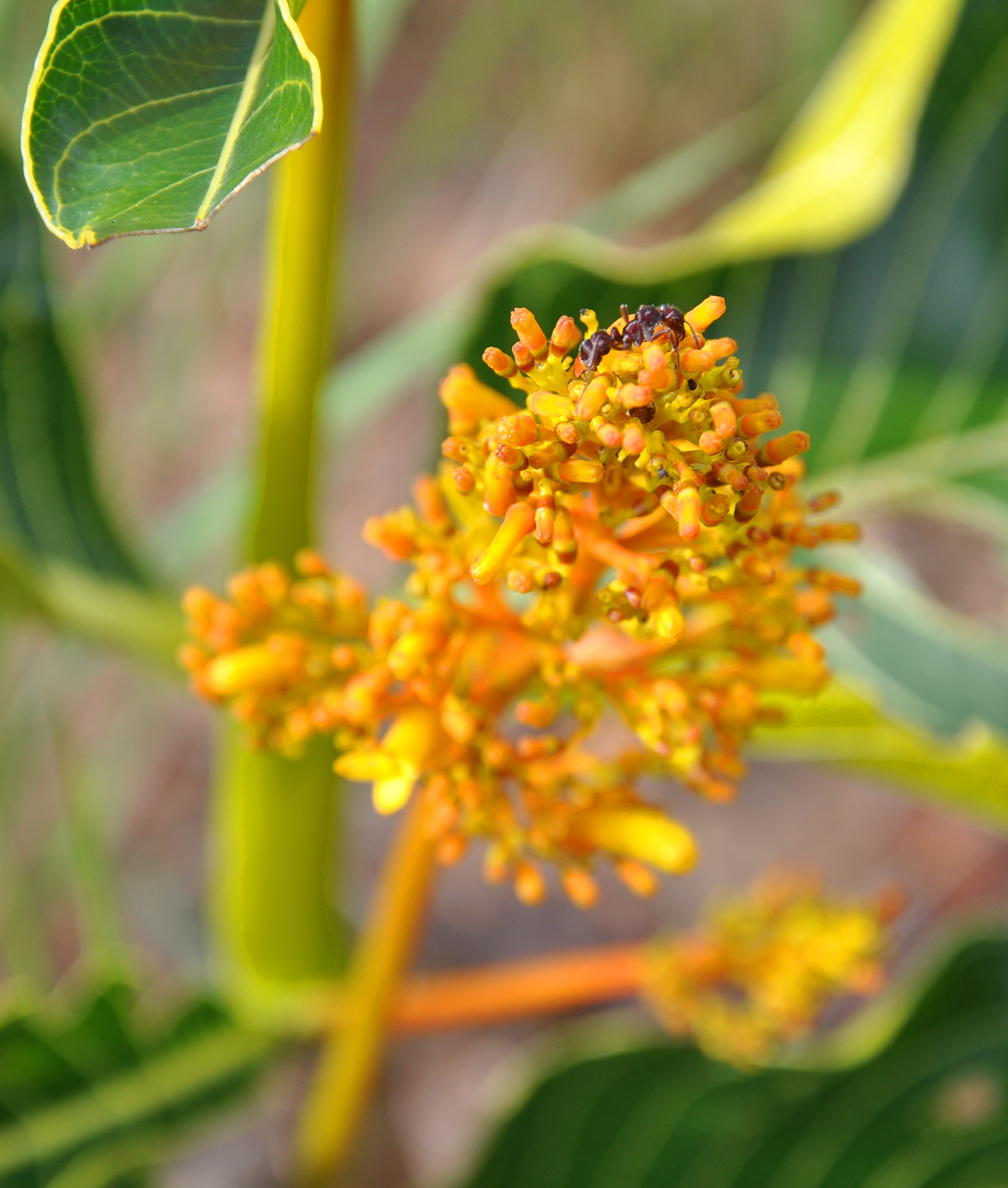
Inflorescencia

Los fustes o sillas de montar se hacían antiguamente en maderas de chaparro, mango o samán. Los indígenas usaban las hojas frescas a manera de lija para raspar los frutos de táparo y luego pintarlos, y también como esponjilla para lavar recipientes. Se acostumbraba dejar agua en tronquitos ahuecados de chaparro y diariamente se bebían una o dos copitas para tratar problemas de diabetes. La corteza contiene tanino, la cual es útil para curtir cueros. De la corteza macerada, se obtiene un colorante gris.
El uso más común de esta planta es en padecimientos gastrointestinales. En Oaxaca se usa para tratar el dolor de estómago y barriga; en el estado de Guerrero se emplea para aliviar la diarrea, en este caso, se prepara una infusión con la cáscara del fruto y otras plantas y se toma como té, tres veces al día. Para mitigar la inflamación del riñón, se remoja el tallo y después de un tiempo, se toma el líquido como té. Este tratamiento se aconseja también usarlo para la tiricia y la hepatitis.
En caso de esterilidad femenina se prepara el siguiente cocimiento; cocolmeca (Dioscorea mexicana), epazote (Teloxys ambrosioides), raíz de tronados, hoja de aguacate (Persea americana), cáscara de rascaviejos, cañafistula (vaina), salverreal (spp. n/r), coyotomate (Vitex mollis), albahacar (Ocimum basilicum) y raíz de bejuco guaco (Aristolochia sp.); con este preparado se aplican dos lavados vaginales por las mañanas durante tres días y se repite a los quince días. Se puede endulzar con miel de palo y tomar una copa tres veces al día (Guerrero).

## Historia
Maximino Martínez, en el siglo XX la señala para dermatosis, heridas y purificar la sangre.

## Taxonomía
Curatella americana fue descrita por Carlos Linneo y publicado en Systema Naturae, Editio Decima 2: 1079. 1759.
Sinonimia
- Curatella americana var. pentagyna Donn.Sm.
- Curatella cambaiba A.St.-Hil.
- Curatella glabra Spruce ex Benth.
- Curatella grisebaana Eichler